# Рокицани
Рокицани (словац. Rokycany) — село в Словаччині, Пряшівському окрузі Пряшівського краю. Розташоване в центральній частині східної Словаччини, в Шариській височині в долині Свинки.
Уперше згадується у 1295 році.

## Географія
Протікає Квачанський потік.

## Культурні пам'ятки
У селі є римо—католицький костел з кінця 14 століття перебудований у 1462 та в 1756 році

## Населення
| Рік:            | 1994. | 2004.    | 2014.    | 2024.   |
| --------------- | ----- | -------- | -------- | ------- |
| Кількість осіб: | 630   | 793      | 1010     | 1076    |
| Різниця:        |       | +25,87 % | +27,36 % | +6,53 % |

| Рік:            | 2023. | 2024.   |
| --------------- | ----- | ------- |
| Кількість осіб: | 1073  | 1076    |
| Різниця:        |       | +0,27 % |

У селі проживає 1 053 особи.